# Sem Controle
Sem Controle é um programa de televisão humorístico brasileiro produzido e exibido pelo SBT entre 28 de março e 2 de novembro de 2007. Foi criado por Eduardo Martini, sendo escrito e dirigido por Henrique Zambelli. O programa foi pautado nos mesmos moldes do humorístico Zorra Total, da Rede Globo, e dos argentinos Petardos e Rompeportones, do Canal 13 Argentina.

## Sinopse
O programa contava com quadros fixos, com personagens caricatos e bordões marcados, inspirados nas situações vividas por pessoas comuns em seu dia a dia. Entre os quadros mais conhecidos estiveram o bordel de Madame Renné, uma cafetina interpretada por Dani Calabresa que extorquia suas funcionárias, e as confusões de um casal idoso, interpretados por Rosana Pena e Milton Levy.

## Produção
A ideia do programa foi trazida da Argentina por Silvio Santos, que ao assistir os humorísticos argentinos Petardos e Rompeportones, exibidos originalmente pela Canal 13, propôs fazer algo similar no Brasil. O ator e diretor Eduardo Martini ficou responsável pela idealização e criação do programa. O piloto original foi gravado em dezembro de 2006, trazendo um elenco formado exclusivamente por atores de teatro, incluindo Ângela Dip, Ary França, Flávia Garrafa, Gerson Steves, Noemi Gerbelli e o próprio Eduardo. A gravação não agradou Sílvio, que achou o texto muito sofisticado e queria um humor mais popular e com piadas eróticas como o Zorra Total fazia na época. Em janeiro de 2007 um outro piloto foi gravado com outro elenco.
Em 28 de março de 2007 o programa estreia nas noites de quarta-feira às 20h30 com texto e direção de Henrique Zambelli. A partir de 8 de setembro passou para as noites de sábado, entrando logo após o Quem Perde, Ganha, às 23h. A direção do programa também mudou, passando para Antonino Seabra. Após oito meses de exibição, o programa foi cancelado e o último episódio foi exibido em 2 de novembro. O elenco e a equipe foram avisados durante a gravação que estavam demitidos.

## Elenco
- Dani Calabresa
- Márcio Ribeiro
- Olívia Araújo
- Laert Sarrumor
- Delurdes Moraes
- Marquinhos Martini
- Eduardo Silva
- Tadeu Menezes
- Vivi Fernandez
- Milton Levy
- Luziane Baierle
- Amanda Maya
- Rosana Penna
- Carlos Grillo
- Beto Chiaratto
- André Correa
- Aniely Sayuri

## Quadros
- Distrito 171: uma delegacia que satirizava os problemas da violência e corrupção. No local trabalham o agente Cardoso (Marco Martini), que sempre tentava passar a perna no delegado para ocupar seu cargo, o delegado Matoso (Milton Levy), um oficial corrupto e que forjava crimes que não acabavam de boa forma, e o soldado Linhares (Laert Sarrumor), que ajudava o delegado em suas armações, além do bandido Mão Grande (Tadeu Menezes), um detento que sempre tentava se dar bem.[13]

- Hospital: um pronto-socorro onde aconteciam diversos casos impensáveis, com uma equipe formada pelo médico atrapalhado  Dr. Machado (Eduardo Silva) e a enfermeira grosseirona Penicinilda (Dani Calabresa).[4]

- Meg Star: uma estrela decadente (Delurdes Moraes) que tentava voltar à fama das formas mais lúdicas com a ajuda de seu empresário (Eduardo Silva).[14]

- Bordel de Madame René: um bordel de uma cafetina (Dani Calabresa) que extorquia suas funcionárias e armava para que os clientes deixassem o dinheiro sem conseguir chegar perto das garotas.[4]

- Família Silva: uma família comum de classe média comum, formada pelo pai Grimaldo (Milton Levy), a esposa neurótica Catarina (Rosana Penna), a filha adolescente Priscila (Amanda Maya), o avô quase surdo Chico (Carlos Grillo) e a empregada Giselda (Luziane Baierle). Na casa sempre estava o namorado de Priscila, o folgado Vadinho (André Correa).[15]

- Vida de criança: uma criança metida à adulta, Angélica (Dani Calabresa), que sempre faz seu avô (Beto Chiaratto) passar vergonha em público por falar demais e faz com que ele se meta em confusão.[4]

- Eloá e Gumercindo: um casal de meia idade conservador (Delurdes Moraes e Marco Martini) que tinha que lidar com a filha festeira (Vivi Fernandez).[16]

## Audiência
Em sua estreia o programa marcou 9 pontos de audiência, segundo os dados do IBOPE, garantindo a vice-liderança.

## Recepção da crítica
O programa teve, em sua maioria, crítica negativas. Mariane Morisawa, do portal Terra, disse que o programa ia do "mofo ao mau gosto" ao repetir clichês e fazer piadas preconceituosas, especialmente com homossexuais, dizendo que "O programa é mais uma amostra de que quem está sem controle é mesmo Silvio Santos. Segundo Flávio Ricco, do jornal O Povo, o programa era "muito ruim" e impossível de vender comercialmente, afastando os patrocinadores.